# Sinocapritermes
Sinocapritermes es un género de termitas isópteras perteneciente a la familia Termitidae que tiene las siguientes especies:
1. Sinocapritermes albipennis
2. Sinocapritermes fujianensis
3. Sinocapritermes guangxiensis
4. Sinocapritermes mushae
5. Sinocapritermes parvulus
6. Sinocapritermes planifrons
7. Sinocapritermes sinensis
8. Sinocapritermes songtaoensis
9. Sinocapritermes vicinus
10. Sinocapritermes xiai
11. Sinocapritermes xiushanensis
12. Sinocapritermes yunnanensis